# Franciaország az Eurovíziós Dalfesztiválokon
Franciaország eddig hatvanhét alkalommal vett részt az Eurovíziós Dalfesztiválon.
A francia műsorsugárzó a France Télévisions, amely 1950 óta tagja az Európai Műsorsugárzók Uniójának, és 1956-ban csatlakozott a versenyhez.
Franciaország eddig öt alkalommal, 1958-ban, 1960-ban, 1962-ben, 1969-ben és 1977-ben aratott győzelmet.

## Története

### Évről évre
Franciaország egyike annak a hét országnak, melyek részt vettek a legelső, 1956-os Eurovíziós Dalfesztiválon. A korai években domináltak, 1958-ban, 1960-ban, 1962-ben és 1969-ben is nyerni tudtak. 1977-ben akkor rekordnak számító ötödik alkalommal végeztek az első helyen, azóta viszont egyszer sem. Később Luxemburg, Svédország és az Egyesült Királyság beállította, Írország pedig meg is döntötte a rekordot.
1974 volt az első esztendő, amikor nem vettek részt. A köztársasági elnök, Georges Pompidou halála miatt döntöttek a visszalépés mellett, mindössze néhány nappal a verseny előtt. 1981 után a versenyt addig közvetítő TF1 csatorna visszalépett, a tévé egyik vezetője középszerűnek nevezte a versenyt. A közvélemény nyomására a következő évben visszatértek, de már egy másik műsorsugárzóval. A nyolcvanas években korábbi sikereikhez képest gyengébb eredményeket értek el, majd 1990-ben és 1991-ben voltak legközelebb az újabb győzelemhez, sorozatban kétszer végeztek a második helyen. Valójában 1991-ben holtversenyben az élen végeztek, de a szabályok értelmében Svédországot hirdették ki győztesként.
A telefonos szavazás 1998-as bevezetése óta eredményeik látványosan leromlottak, és azóta csak négyszer tudtak az első tízben végezni. Az utóbbi évek rossz eredményei ellenére az évtizedek óta versenyző országok közül sokáig az egyetlen volt, amely még sosem végzett az utolsó helyen, 2014-ben azonban sikerült nekik, mindössze 2 pontot összegyűjtve. 2015-ben hasonlóan rossz eredményt értek el, huszonötödikek lettek. A 2016-os év változást hozott az eredményeikben, ekkor a hatodik helyezést érték el, majd a 2017-ben tizenkettedikek lettek, egy évvel később tizenharmadikak, 2019-ben pedig tizenhatodikak.

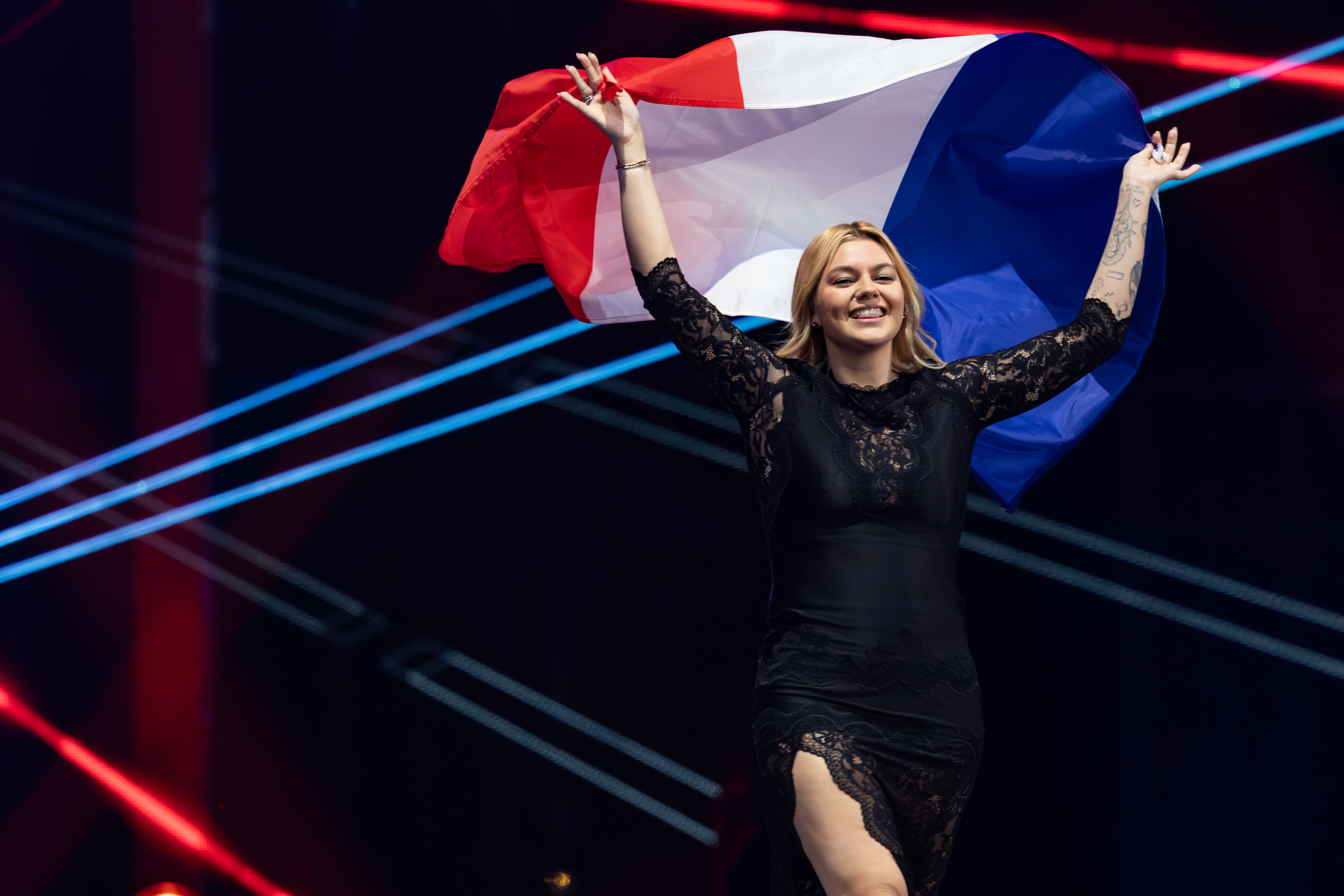
Louane a 2025-ös döntő bevonulásán

2020-ban Tom Leeb képviselte volna az országot, azonban március 18-án az Európai Műsorsugárzók Uniója bejelentette, hogy 2020-ban nem tudják megrendezni a versenyt a COVID–19-koronavírus-világjárvány miatt. A francia műsorsugárzó újabb lehetőséget adott volna az énekesnek az ország képviseletére a következő évben, amit ő visszautasított. 2021-ben így Barbara Pravi képviselte Franciaországot Voilà című dalával. A döntőben 499 ponttal második helyezett lett, utoljára harminc évvel ezelőtt, 1991-ben érték el ugyanezt a helyezést. A siker nem tartott sokáig, ugyanis 2022-ben ismét rossz eredményt értek el, utolsó előttiek lettek. 2023-ban tizenhatodikak lettek. A következő két évben a legjobb tíz között végeztek, 2024-ben Slimane negyedik, 2025-ben Louane pedig a hetedik helyen zárta a versenyt.
A 2000-ben bevezetett Négy Nagy státuszának köszönhetően minden évben automatikusan döntősek, és nem kell részt venniük az elődöntőben.

### Nyelvhasználat
Franciaország eddigi hatvanöt versenydalából ötvennégy francia nyelven, egy korzikai nyelven, egy breton nyelven, kilenc kevert nyelven: hat francia és angol, egy francia és kreol, egy francia és korzikai, egy pedig francia és spanyol nyelven hangzott el.
A dalverseny első éveiben nem vonatkozott semmilyen szabályozás a nyelvhasználatra. 1966-tól az EBU bevezette azt a szabályt, hogy mindegyik dalt az adott ország egyik hivatalos nyelvén kell előadni, vagyis Franciaország indulóinak francia nyelven. Ezt a szabályt 1973 és 1976 között rövid időre, majd 1999-ben véglegesen eltörölték. Ők a szabad nyelvhasználat alatt is főleg francia nyelvű dalokkal neveztek. Sőt, amikor 2008-ban egy nagyrészt angol nyelvű dallal neveztek, még a francia parlamentben is felszólaltak a döntés ellen. 2016-os és 2017-es dalaik nagyrészt francia nyelvűek voltak, azonban a refrén angolul hangzott el mindkét dalban.

### Nemzeti döntő
Franciaországban nem alakult ki hagyományos, minden évben megrendezett nemzeti válogató. A francia induló kilétét vagy nemzeti döntő segítségével, vagy nemzeti döntő nélküli belső kiválasztással döntötték el.
A kezdeti években rendezett nemzeti döntők során egy zsűri választotta ki a francia indulót.
1976 és 1987 között a kihagyott 1982-es verseny kivételével mindig rendeztek nemzeti döntőt. A döntőt elődöntők előzték meg, és a nézők telefonos szavazás segítségével választották ki a nyertest. 1988 és 1998 között minden alkalommal a francia tévé kért fel egy énekest az indulásra. Később 1999-ben és 2000-ben, illetve 2005 és 2007 között rendeztek nemzeti döntőt, ám a rossz eredmények miatt 2007 óta ismét a belső kiválasztás mellett döntöttek.

## Résztvevők
| Év   | Előadó                              | Dal                                       | Magyar fordítás                           | Döntő              | Pontszám           | Elődöntő          | Pontszám          |
| ---- | ----------------------------------- | ----------------------------------------- | ----------------------------------------- | ------------------ | ------------------ | ----------------- | ----------------- |
| 1956 | Mathé Altéry                        | Le temps perdu                            | Elveszett idő                             | Nincs adat         | Nincs adat         | Nem volt elődöntő | Nem volt elődöntő |
| 1956 | Dany Dauberson                      | Il est là                                 | Ott van ő                                 | Nincs adat         | Nincs adat         | Nem volt elődöntő | Nem volt elődöntő |
| 1957 | Paule Desjardins                    | La belle amour                            | A szép szerelem                           | 2.                 | 17                 | Nem volt elődöntő | Nem volt elődöntő |
| 1958 | André Claveau                       | Dors, mon amour                           | Aludj, szerelmem                          | 1.                 | 27                 | Nem volt elődöntő | Nem volt elődöntő |
| 1959 | Jacques Philippe                    | Oui, oui, oui, oui                        | Igen, igen, igen, igen                    | 3.                 | 15                 | Nem volt elődöntő | Nem volt elődöntő |
| 1960 | Jacqueline Boyer                    | Tom Pillibi                               | —                                         | 1.                 | 32                 | Nem volt elődöntő | Nem volt elődöntő |
| 1961 | Jean Paul Mauric                    | Printemps, avril carillonne               | Tavasz, április csenget                   | 4.                 | 13                 | Nem volt elődöntő | Nem volt elődöntő |
| 1962 | Isabelle Aubret                     | Un premier amour                          | Egy első szerelem                         | 1.                 | 26                 | Nem volt elődöntő | Nem volt elődöntő |
| 1963 | Alain Barrière                      | Elle était si jolie                       | Olyan szép volt ő                         | 5.                 | 25                 | Nem volt elődöntő | Nem volt elődöntő |
| 1964 | Rachel                              | Le chant de Mallory                       | Mallory dala                              | 4.                 | 14                 | Nem volt elődöntő | Nem volt elődöntő |
| 1965 | Guy Mardel                          | N'avoue jamais                            | Sose valld be                             | 3.                 | 22                 | Nem volt elődöntő | Nem volt elődöntő |
| 1966 | Dominique Walter                    | Chez nous                                 | Nálunk                                    | 16.                | 1                  | Nem volt elődöntő | Nem volt elődöntő |
| 1967 | Noelle Cordier                      | Il doit faire beau là-bas                 | Ott biztosan szép az idő                  | 3.                 | 20                 | Nem volt elődöntő | Nem volt elődöntő |
| 1968 | Isabelle Aubret                     | La source                                 | A forrás                                  | 3.                 | 20                 | Nem volt elődöntő | Nem volt elődöntő |
| 1969 | Frida Boccara                       | Un jour, un enfant                        | Egy nap, egy gyermek                      | 1.                 | 18                 | Nem volt elődöntő | Nem volt elődöntő |
| 1970 | Guy Bonnet                          | Marie-Blanche                             | —                                         | 4.                 | 8                  | Nem volt elődöntő | Nem volt elődöntő |
| 1971 | Serge Lama                          | Un jardin sur la terre                    | Egy kert a Földön                         | 10.                | 82                 | Nem volt elődöntő | Nem volt elődöntő |
| 1972 | Betty Mars                          | Comé-comédie                              | Komé-komédia                              | 11.                | 81                 | Nem volt elődöntő | Nem volt elődöntő |
| 1973 | Martine Clemenceau                  | Sans toi                                  | Nélküled                                  | 15.                | 65                 | Nem volt elődöntő | Nem volt elődöntő |
|      |                                     |                                           |                                           |                    |                    | Nem volt elődöntő | Nem volt elődöntő |
| 1975 | Nicole Rieu                         | Et bonjour à toi l'artiste                | Jó napot neked, művész                    | 4.                 | 91                 | Nem volt elődöntő | Nem volt elődöntő |
| 1976 | Catherine Ferry                     | Un, deux, trois                           | Egy, kettő, három                         | 2.                 | 147                | Nem volt elődöntő | Nem volt elődöntő |
| 1977 | Marie Myriam                        | L’oiseau et l’enfant                      | A madár és a gyermek                      | 1.                 | 136                | Nem volt elődöntő | Nem volt elődöntő |
| 1978 | Joël Prévost                        | Il y aura toujours des violons            | Mindig lesznek hegedűk                    | 3.                 | 119                | Nem volt elődöntő | Nem volt elődöntő |
| 1979 | Anne-Marie David                    | Je suis l'enfant-soleil                   | A nap gyermeke vagyok                     | 3.                 | 106                | Nem volt elődöntő | Nem volt elődöntő |
| 1980 | Profil                              | Hé, hé m'sieurs dames                     | Hé, hé, urak, hölgyek                     | 11.                | 45                 | Nem volt elődöntő | Nem volt elődöntő |
| 1981 | Jean Gabilou                        | Humanahum                                 | —                                         | 3.                 | 125                | Nem volt elődöntő | Nem volt elődöntő |
|      |                                     |                                           |                                           |                    |                    | Nem volt elődöntő | Nem volt elődöntő |
| 1983 | Guy Bonnet                          | Vivre                                     | Élni                                      | 8.                 | 56                 | Nem volt elődöntő | Nem volt elődöntő |
| 1984 | Annick Thoumazeau                   | Autant d'amoureux que d'étoiles           | Annyi szerelmes, ahány csillag            | 8.                 | 61                 | Nem volt elődöntő | Nem volt elődöntő |
| 1985 | Roger Bens                          | Femme dans ses rêves aussi                | Az álmaiban is nő                         | 10.                | 56                 | Nem volt elődöntő | Nem volt elődöntő |
| 1986 | Cocktail Chic                       | Européennes                               | Európai lányok                            | 17.                | 13                 | Nem volt elődöntő | Nem volt elődöntő |
| 1987 | Christine Minier                    | Les mots d'amour n'ont pas de dimanche    | A szerelmes szavaknak nincs vasárnapja    | 14.                | 44                 | Nem volt elődöntő | Nem volt elődöntő |
| 1988 | Gérard Lenorman                     | Chanteur de charme                        | Sanzonénekes                              | 10.                | 64                 | Nem volt elődöntő | Nem volt elődöntő |
| 1989 | Nathalie Pâque                      | J'ai volé la vie                          | Loptam az életet                          | 8.                 | 60                 | Nem volt elődöntő | Nem volt elődöntő |
| 1990 | Joëlle Ursull                       | White and Black Blues                     | Fekete-fehér blues                        | 2.                 | 132                | Nem volt elődöntő | Nem volt elődöntő |
| 1991 | Amina                               | C’est le dernier qui a parlé qui a raison | Ő az utolsó, aki beszél, akinek igaza van | 2.                 | 146                | Nem volt elődöntő | Nem volt elődöntő |
| 1992 | Kali                                | Monté la riviè                            | Felfelé a folyón                          | 8.                 | 73                 | Nem volt elődöntő | Nem volt elődöntő |
| 1993 | Patrick Fiori                       | Mama Corsica                              | Mama Korzika                              | 4.                 | 121                | Nem volt elődöntő | Nem volt elődöntő |
| 1994 | Nina Morato                         | Je suis un vrai garçon                    | Egy igazi fiú vagyok                      | 7.                 | 74                 | Nem volt elődöntő | Nem volt elődöntő |
| 1995 | Nathalie Santamaria                 | Il me donne rendez-vous                   | Randevúzik velem                          | 4.                 | 94                 | Nem volt elődöntő | Nem volt elődöntő |
| 1996 | Dan Ar Braz & L'Héritage des Celtes | Diwanit bugale                            | Talán megszületik a gyermek               | 19.                | 18                 | Nem volt elődöntő | Nem volt elődöntő |
| 1997 | Fanny                               | Sentiments songes                         | Ábrándos érzelmek                         | 7.                 | 95                 | Nem volt elődöntő | Nem volt elődöntő |
| 1998 | Marie-Line                          | Où aller                                  | Hová menni                                | 24.                | 3                  | Nem volt elődöntő | Nem volt elődöntő |
| 1999 | Nayah                               | Je veux donner ma voix                    | Neked adnám a hangomat                    | 19.                | 14                 | Nem volt elődöntő | Nem volt elődöntő |
| 2000 | Sofia Mestari                       | On aura le ciel                           | Miénk lesz az ég                          | 23.                | 5                  | Nem volt elődöntő | Nem volt elődöntő |
| 2001 | Natasha St-Pier                     | Je n'ai que mon âme                       | Csak a lelkem van                         | 4.                 | 142                | Nem volt elődöntő | Nem volt elődöntő |
| 2002 | Sandrine François                   | Il faut du temps (Je me battrai pour ça)  | Idő kell (Harcolni fogok érte)            | 5.                 | 104                | Nem volt elődöntő | Nem volt elődöntő |
| 2003 | Louisa Baileche                     | Monts et merveilles                       | Hegyek és csodák                          | 18.                | 19                 | Nem volt elődöntő | Nem volt elődöntő |
| 2004 | Jonatan Cerrada                     | À chaque pas                              | Minden lépéssel                           | 15.                | 40                 | A Négy Nagy tagja | A Négy Nagy tagja |
| 2005 | Ortal                               | Chacun pense à soi                        | Mindenki magára gondol                    | 23.                | 11                 | A Négy Nagy tagja | A Négy Nagy tagja |
| 2006 | Virginie Pouchain                   | Il était temps                            | Ideje volt                                | 22.                | 5                  | A Négy Nagy tagja | A Négy Nagy tagja |
| 2007 | Les Fatals Picards                  | L'amour à la française                    | Szerelem francia módra                    | 22.                | 19                 | A Négy Nagy tagja | A Négy Nagy tagja |
| 2008 | Sébastien Tellier                   | Divine                                    | Isteni                                    | 19.                | 47                 | A Négy Nagy tagja | A Négy Nagy tagja |
| 2009 | Patricia Kaas                       | Et s'il fallait le faire                  | És ha muszáj lenne megtenni               | 8.                 | 107                | A Négy Nagy tagja | A Négy Nagy tagja |
| 2010 | Jessy Matador                       | Allez! Ola! Olé!                          | Hajrá! Olá! Ollé!                         | 12.                | 82                 | A Négy Nagy tagja | A Négy Nagy tagja |
| 2011 | Amaury Vassili                      | Sognu                                     | Álom                                      | 15.                | 82                 | Az Öt Nagy tagja  | Az Öt Nagy tagja  |
| 2012 | Anggun                              | Echo (You and I)                          | Visszhang (Te és én)                      | 22.                | 21                 | Az Öt Nagy tagja  | Az Öt Nagy tagja  |
| 2013 | Amandine Bourgeois                  | L’enfer et moi                            | A pokol és én                             | 23.                | 14                 | Az Öt Nagy tagja  | Az Öt Nagy tagja  |
| 2014 | Twin Twin                           | Moustache                                 | Bajusz                                    | 26.                | 2                  | Az Öt Nagy tagja  | Az Öt Nagy tagja  |
| 2015 | Lisa Angell                         | N’oubliez pas                             | Ne felejtsétek el!                        | 25.                | 4                  | Az Öt Nagy tagja  | Az Öt Nagy tagja  |
| 2016 | Amir                                | J’ai cherché                              | Kerestem                                  | 6.                 | 257                | Az Öt Nagy tagja  | Az Öt Nagy tagja  |
| 2017 | Alma                                | Requiem                                   | Rekviem                                   | 12.                | 135                | Az Öt Nagy tagja  | Az Öt Nagy tagja  |
| 2018 | Madame Monsieur                     | Mercy                                     | —                                         | 13.                | 173                | Az Öt Nagy tagja  | Az Öt Nagy tagja  |
| 2019 | Bilal Hassani                       | Roi                                       | Király                                    | 16.                | 105                | Az Öt Nagy tagja  | Az Öt Nagy tagja  |
| 2020 | Tom Leeb                            | Mon alliée (The Best in Me)               | A szövetségesem (A legjobb bennem)        | Elmaradt a verseny | Elmaradt a verseny | Az Öt Nagy tagja  | Az Öt Nagy tagja  |
| 2021 | Barbara Pravi                       | Voilà                                     | Íme                                       | 2.                 | 499                | Az Öt Nagy tagja  | Az Öt Nagy tagja  |
| 2022 | Alvan & Ahez                        | Fulenn                                    | Szikra                                    | 24.                | 17                 | Az Öt Nagy tagja  | Az Öt Nagy tagja  |
| 2023 | La Zarra                            | Évidemment                                | Nyilvánvalóan                             | 16.                | 104                | Az Öt Nagy tagja  | Az Öt Nagy tagja  |
| 2024 | Slimane                             | Mon amour                                 | Szerelmem                                 | 4.                 | 445                | Az Öt Nagy tagja  | Az Öt Nagy tagja  |
| 2025 | Louane                              | Maman                                     | Anya                                      | 7.                 | 230                | Az Öt Nagy tagja  | Az Öt Nagy tagja  |
| 2026 |                                     |                                           |                                           |                    |                    | Az Öt Nagy tagja  | Az Öt Nagy tagja  |

### Visszaléptetett indulók
| Év   | Előadó | Dal                     | Magyar fordítás      |
| ---- | ------ | ----------------------- | -------------------- |
| 1974 | Dani   | La vie à vingt-cinq ans | Élet huszonöt évesen |

## Szavazástörténet

### 1956–2024
| Hely | Ország             | Pont |
| ---- | ------------------ | ---- |
| 1.   | Izrael             | 252  |
| 2.   | Portugália         | 238  |
| 3.   | Olaszország        | 210  |
| 4.   | Egyesült Királyság | 209  |
| 5.   | Spanyolország      | 196  |
| 6.   | Svédország         | 163  |
| 7.   | Hollandia          | 162  |
| 8.   | Németország        | 162  |
| 9.   | Törökország        | 151  |
| 10.  | Belgium            | 149  |

| Hely | Ország        | Pont |
| ---- | ------------- | ---- |
| 1.   | Belgium       | 223  |
| 2.   | Svájc         | 216  |
| 3.   | Hollandia     | 204  |
| 4.   | Norvégia      | 200  |
| 5.   | Németország   | 197  |
| 6.   | Spanyolország | 189  |
| 7.   | Írország      | 186  |
| 8.   | Svédország    | 181  |
| 9.   | Görögország   | 180  |
| 10.  | Izrael        | 179  |

Franciaország még sosem adott pontot a döntőben a következő országoknak: Fehéroroszország, Grúzia, Marokkó, Montenegró és Szlovákia.
Franciaország még sosem kapott pontot a döntőben Szlovákiától.
| Franciaország a következő országoknak adta a legtöbb pontot az elődöntőben: \| Hely \| Ország \| Pont \| \| ---- \| ------------ \| ---- \| \| 1. \| Portugália \| 120 \| \| 2. \| Örményország \| 85 \| \| 3. \| Szerbia \| 83 \| \| 4. \| Izland \| 71 \| \| 5. \| Izrael \| 61 \| \| 6. \| Moldova \| 59 \| \| 7. \| Hollandia \| 56 \| \| 8. \| Svájc \| 51 \| \| 9. \| Görögország \| 50 \| \| 10. \| Belgium \| 49 \| |              |      |
| Hely | Ország       | Pont |
| 1. | Portugália   | 120  |
| 2. | Örményország | 85   |
| 3. | Szerbia      | 83   |
| 4. | Izland       | 71   |
| 5. | Izrael       | 61   |
| 6. | Moldova      | 59   |
| 7. | Hollandia    | 56   |
| 8. | Svájc        | 51   |
| 9. | Görögország  | 50   |
| 10. | Belgium      | 49   |

Franciaország még sosem adott pontot az elődöntőben Andorrának.

## Rendezések
| Év   | Város                 | Helyszín                    | Műsorvezető(k)               |
| ---- | --------------------- | --------------------------- | ---------------------------- |
| 1959 | Franciaország, Cannes | Palais des Festivals        | Jacqueline Joubert           |
| 1961 | Franciaország, Cannes | Palais des Festivals        | Jacqueline Joubert           |
| 1978 | Franciaország, Párizs | Palais des congrès de Paris | Denise Fabre és Léon Zitrone |

## Háttér
| Év   | Rendező           | Kommentátor                                                                               | Pontbejelentő                   |
| ---- | ----------------- | ----------------------------------------------------------------------------------------- | ------------------------------- |
| 1956 | Lugano            | Michèle Rebel                                                                             | N/A                             |
| 1957 | Frankfurt am Main | Robert Beauvais                                                                           | Claude Darget                   |
| 1958 | Hilversum         | Pierre Tchernia                                                                           | Armand Lanoux                   |
| 1959 | Cannes            | Claude Darget                                                                             | Marianne Lecène                 |
| 1960 | London            | Pierre Tchernia                                                                           | Armand Lanoux                   |
| 1961 | Cannes            | Robert Beauvais                                                                           | Armand Lanoux                   |
| 1962 | Luxembourg        | Pierre Tchernia                                                                           | André Valmy                     |
| 1963 | London            | Pierre Tchernia                                                                           | Armand Lanoux                   |
| 1964 | Koppenhága        | Robert Beauvais                                                                           | Jean-Claude Massoulier          |
| 1965 | Nápoly            | Pierre Tchernia                                                                           | Jean-Claude Massoulier          |
| 1966 | Luxembourg        | François Deguelt                                                                          | Jean-Claude Massoulier          |
| 1967 | Bécs              | Pierre Tchernia                                                                           | Jean-Claude Massoulier          |
| 1968 | London            | Pierre Tchernia                                                                           | Jean-Claude Massoulier          |
| 1969 | Madrid            | Pierre Tchernia                                                                           | Jean-Claude Massoulier          |
| 1970 | Amszterdam        | Pierre Tchernia                                                                           | Jean-Claude Massoulier          |
| 1971 | Dublin            | Georges de Caunes                                                                         | N/A                             |
| 1972 | Edinburgh         | Pierre Tchernia                                                                           | N/A                             |
| 1973 | Luxembourg        | Pierre Tchernia                                                                           | N/A                             |
| 1974 | Brighton          | Pierre Tchernia                                                                           | Nem vettek részt                |
| 1975 | Stockholm         | Georges de Caunes                                                                         | Marc Menant                     |
| 1976 | Hága              | Jean-Claude Massoulier                                                                    | Marc Menant                     |
| 1977 | London            | Georges de Caunes                                                                         | Marc Menant                     |
| 1978 | Párizs            | Léon Zitrone és Denise Fabre                                                              | Patrice Laffont                 |
| 1979 | Jeruzsálem        | Marc Menant                                                                               | Fabienne Égal                   |
| 1980 | Hága              | Patrick Sabatier                                                                          | Fabienne Égal                   |
| 1981 | Dublin            | Patrick Sabatier                                                                          | Denise Fabre                    |
| 1982 | Harrogate         | Andre Torrent                                                                             | Nem vettek részt                |
| 1983 | München           | Léon Zitrone                                                                              | Nicole André                    |
| 1984 | Luxembourg        | Léon Zitrone                                                                              | Nicole André                    |
| 1985 | Göteborg          | Patrice Laffont                                                                           | Clémentine Célarié              |
| 1986 | Bergen            | Patrice Laffont                                                                           | Patricia Lesieur                |
| 1987 | Brüsszel          | Patrick Simpson-Jones                                                                     | Lionel Cassan                   |
| 1988 | Dublin            | Lionel Cassan                                                                             | Catherine Ceylac                |
| 1989 | Lausanne          | Lionel Cassan                                                                             | Marie-Ange Nardi                |
| 1990 | Zágráb            | Richard Adaridi                                                                           | Valérie Maurice                 |
| 1991 | Róma              | Léon Zitrone                                                                              | Daniela Lumbroso                |
| 1992 | Malmö             | Thierry Beccaro                                                                           | Olivier Minne                   |
| 1993 | Millstreet        | Patrice Laffont                                                                           | Olivier Minne                   |
| 1994 | Dublin            | Patrice Laffont                                                                           | Laurent Romejko                 |
| 1995 | Dublin            | Olivier Minne                                                                             | Thierry Beccaro                 |
| 1996 | Oslo              | Olivier Minne                                                                             | Laurent Broomhead               |
| 1997 | Dublin            | Olivier Minne                                                                             | Frédéric Ferrer és Marie Myriam |
| 1998 | Birmingham        | Chris Mayne és Laura Mayne                                                                | Marie Myriam                    |
| 1999 | Jeruzsálem        | Julien Lepers                                                                             | Marie Myriam                    |
| 2000 | Stockholm         | Julien Lepers                                                                             | Marie Myriam                    |
| 2001 | Koppenhága        | Marc-Olivier Fogiel és Dave                                                               | Corinne Hermès                  |
| 2002 | Tallinn           | Marc-Olivier Fogiel és Dave                                                               | Marie Myriam                    |
| 2003 | Riga              | Laurent Ruquier és Isabelle Mergault                                                      | Sandrine François               |
| 2004 | Isztambul         | Laurent Ruquier és Elsa Fayer                                                             | Alex Taylor                     |
| 2005 | Kijev             | Peggy Olmi (elődöntő) Julien Lepers és Guy Carlier (döntő)                                | Marie Myriam                    |
| 2006 | Athén             | Peggy Olmi és Eric Jean-Jean (elődöntő) Michel Drucker és Claudy Siar (döntő)             | Sophie Jovillard                |
| 2007 | Helsinki          | Peggy Olmi és Yann Renoard (elődöntő) Julien Lepers és Tex (döntő)                        | Vanessa Dolmen                  |
| 2008 | Belgrád           | Peggy Olmi és Yann Renoard (elődöntők) Julien Lepers és Jean-Paul Gaultier (döntő)        | Cyril Hanouna                   |
| 2009 | Moszkva           | Peggy Olmi és Yann Renoard (elődöntők) Cyril Hanouna és Julien Courbet (döntő)            | Yann Renoard                    |
| 2010 | Oslo              | Peggy Olmi és Yann Renoard (elődöntők) Cyril Hanouna és Stéphane Bern (döntő)             | Audrey Chauveau                 |
| 2011 | Düsseldorf        | Audrey Chauveau és Bruno Berberes (elődöntők) Laurent Boyer és Catherine Lara (döntő)     | Cyril Féraud                    |
| 2012 | Baku              | Audrey Chauveau és Bruno Berberes (elődöntők) Laurent Boyer és Catherine Lara (döntő)     | Amaury Vassili                  |
| 2013 | Malmö             | Audrey Chauveau és Bruno Berberes (elődöntők) Laurent Boyer és Catherine Lara (döntő)     | Marine Vignes                   |
| 2014 | Koppenhága        | Audrey Chauveau és Bruno Berberes (elődöntők) Cyril Féraud és Natasha St-Pier (döntő)     | Elodie Suigo                    |
| 2015 | Bécs              | Mareva Galanter és Jérémy Parayre (elődöntők) Stéphane Bern és Marianne James (döntő)     | Virginie Guilhaume              |
| 2016 | Stockholm         | Marianne James és Jarry (elődöntők) Stéphane Bern és Marianne James (döntő)               | Élodie Gossuin                  |
| 2017 | Kijev             | Marianne James és Jarry (elődöntők) Stéphane Bern, Marianne James és Amir (döntő)         | Élodie Gossuin                  |
| 2018 | Lisszabon         | Christophe Willem (összes adás) André Manoukian (elődöntők) Stéphane Bern és Alma (döntő) | Élodie Gossuin                  |
| 2019 | Tel-Aviv          | André Manoukian (összes adás) Sandy Heribert (elődöntők) Stéphane Bern (döntő)            | Julia Molkhou                   |
| 2021 | Rotterdam         | André Manoukian (elődöntők) Stéphane Bern és Laurence Boccolini (döntő)                   | Carla                           |
| 2022 | Torino            | Laurence Boccolini (összes adás) Stéphane Bern (döntő)                                    | Élodie Gossuin                  |
| 2023 | Liverpool         | Anggun és André Manoukian (elődöntők) Laurence Boccolini és Stéphane Bern (döntő)         | Anggun                          |
| 2024 | Malmö             | Nicky Doll (elődöntők) Stéphane Bern és Laurence Boccolini (döntő)                        | Natasha St-Pier                 |
| 2025 | Bázel             | Stéphane Bern (összes adás) Laurence Boccolini (döntő)                                    | Émilie Mazoyer                  |
| 2026 | Bécs              |                                                                                           |                                 |

## Díjak

### Marcel Bezençon-díj
| Kategória       | Év   | Előadó            | Dal              | Zeneszerző(k) Szöveg / zene                                           | Eredmény az Eurovízión | Eredmény az Eurovízión | Helyszín   |
| Kategória       | Év   | Előadó            | Dal              | Zeneszerző(k) Szöveg / zene                                           | Helyezés               | Pontszám               | Helyszín   |
| --------------- | ---- | ----------------- | ---------------- | --------------------------------------------------------------------- | ---------------------- | ---------------------- | ---------- |
| Sajtódíj        | 2002 | Sandrine François | Il faut du temps | Patrick Bruel, Marie-Florence Gros / Patrick Bruel, Rick Allison      | 5.                     | 104                    | Tallinn    |
| Sajtódíj        | 2018 | Madame Monsieur   | Mercy            | Émilie Satt és Jean-Karl Lucas                                        | 13.                    | 173                    | Lisszabon  |
| Sajtódíj        | 2021 | Barbara Pravi     | Voilà            | Barbara Pravi, Igit, Lili Poe, Elodie Filleul, Jérémie Arcache        | 2.                     | 499                    | Rotterdam  |
| Sajtódíj        | 2025 | Louane            | Maman            | Anne Peichert, Tristan Salvati                                        | 7.                     | 230                    | Bázel      |
| Zeneszerzői díj | 2011 | Amaury Vassili    | Sognu            | Daniel Moyne, Quentin Bachelet / Jean-Pierre Marcellesi, Julie Miller | 15.                    | 82                     | Düsseldorf |
| Művészeti díj   | 2021 | Barbara Pravi     | Voilà            | Barbara Pravi, Igit, Lili Poe, Elodie Filleul, Jérémie Arcache        | 2.                     | 499                    | Rotterdam  |
| Művészeti díj   | 2025 | Louane            | Maman            | Anne Peichert, Tristan Salvati                                        | 7.                     | 230                    | Bázel      |

### OGAE-szavazás
| Kategória              | Év   | Előadó | Dal          | Eredmény az Eurovízión | Eredmény az Eurovízión | Helyszín  |
| Kategória              | Év   | Előadó | Dal          | Helyezés               | Pontszám               | Helyszín  |
| ---------------------- | ---- | ------ | ------------ | ---------------------- | ---------------------- | --------- |
| OGAE Song Contest Poll | 2016 | Amir   | J’ai cherché | 6.                     | 257                    | Stockholm |

### ESC Radio Awards
| Kategória          | Év   | Előadó          | Dal     | Eredmény az Eurovízión | Eredmény az Eurovízión | Helyszín  |
| Kategória          | Év   | Előadó          | Dal     | Helyezés               | Pontszám               | Helyszín  |
| ------------------ | ---- | --------------- | ------- | ---------------------- | ---------------------- | --------- |
| Legjobb női előadó | 2017 | Alma            | Requiem | 12.                    | 135                    | Kijev     |
| Legjobb együttes   | 2018 | Madame Monsieur | Mercy   | 13.                    | 173                    | Lisszabon |

## Galéria

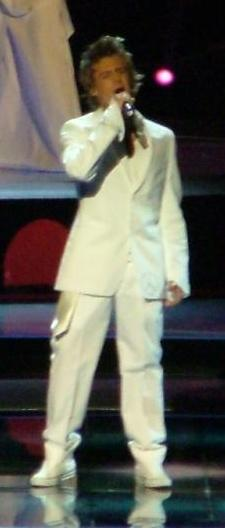
Jonatan Cerrada Isztambulban (2004)
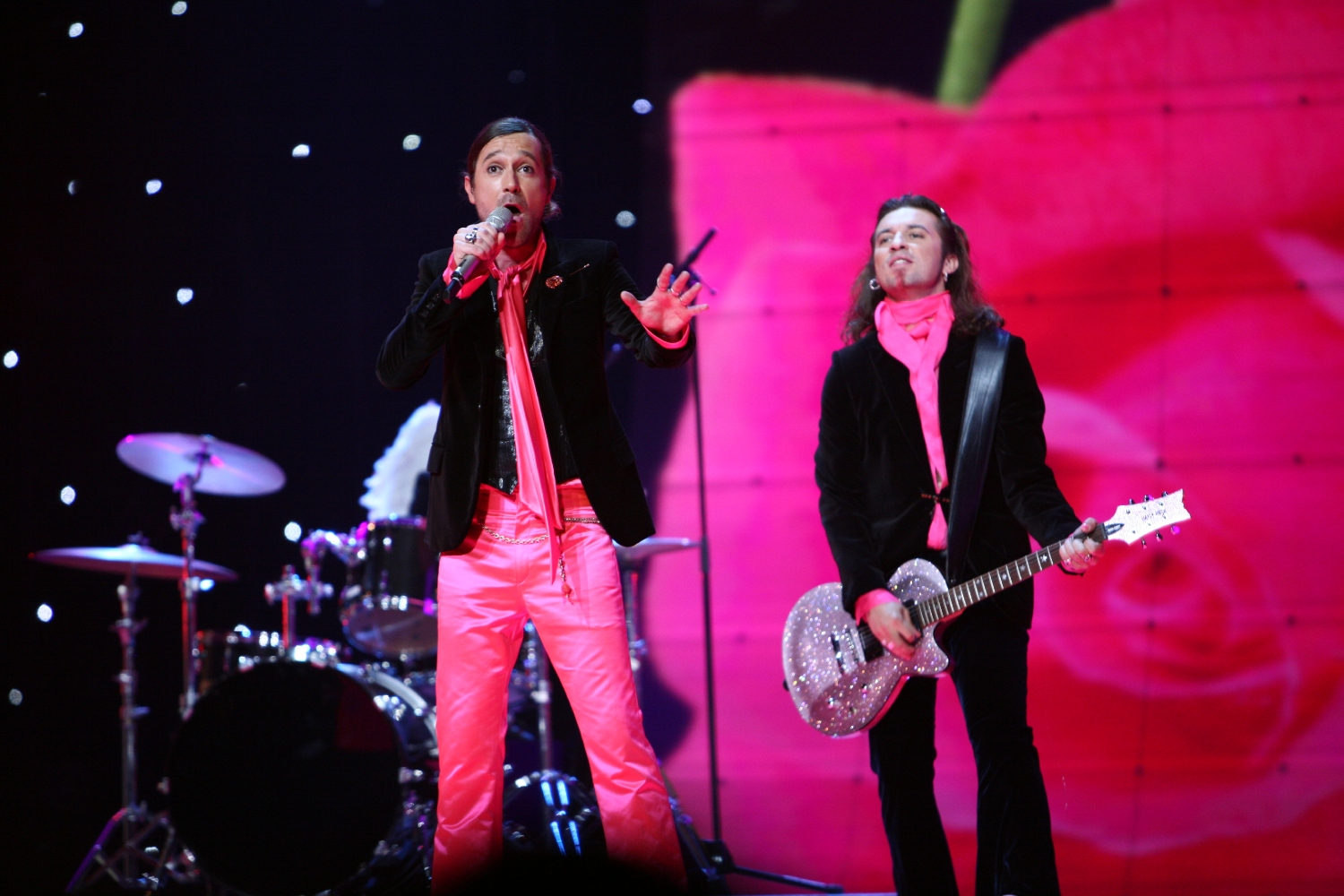
A Les Fatals Picards Helsinkiben (2007)
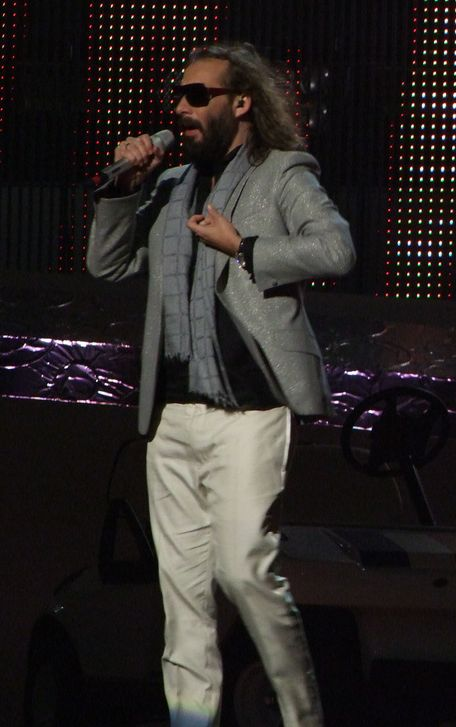
Sébastien Tellier Belgrádban (2008)
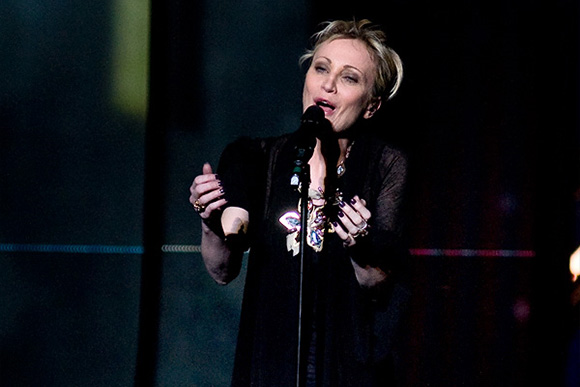
Patricia Kaas Moszkvában (2009)
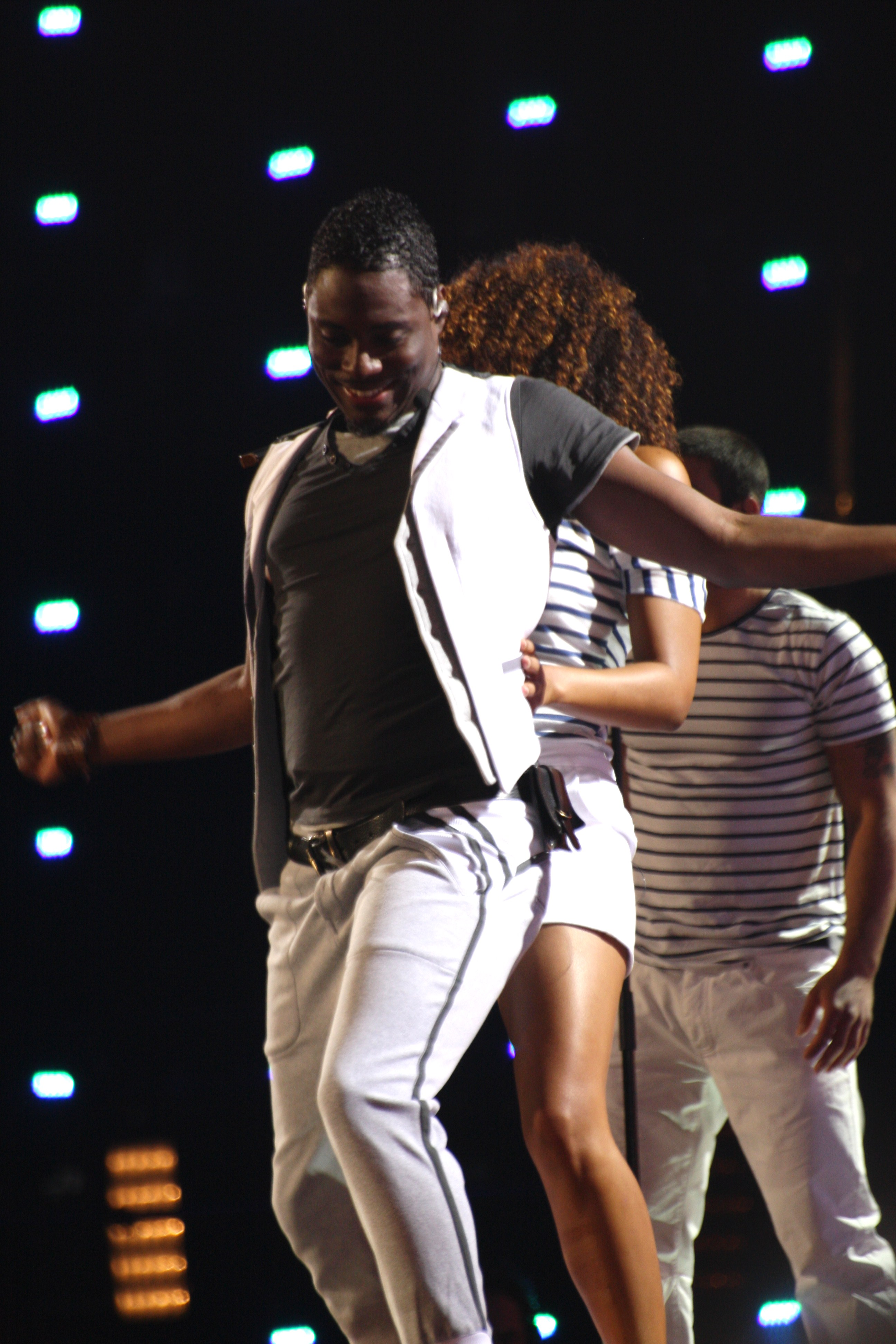
Jessy Matador Oslóban (2010)
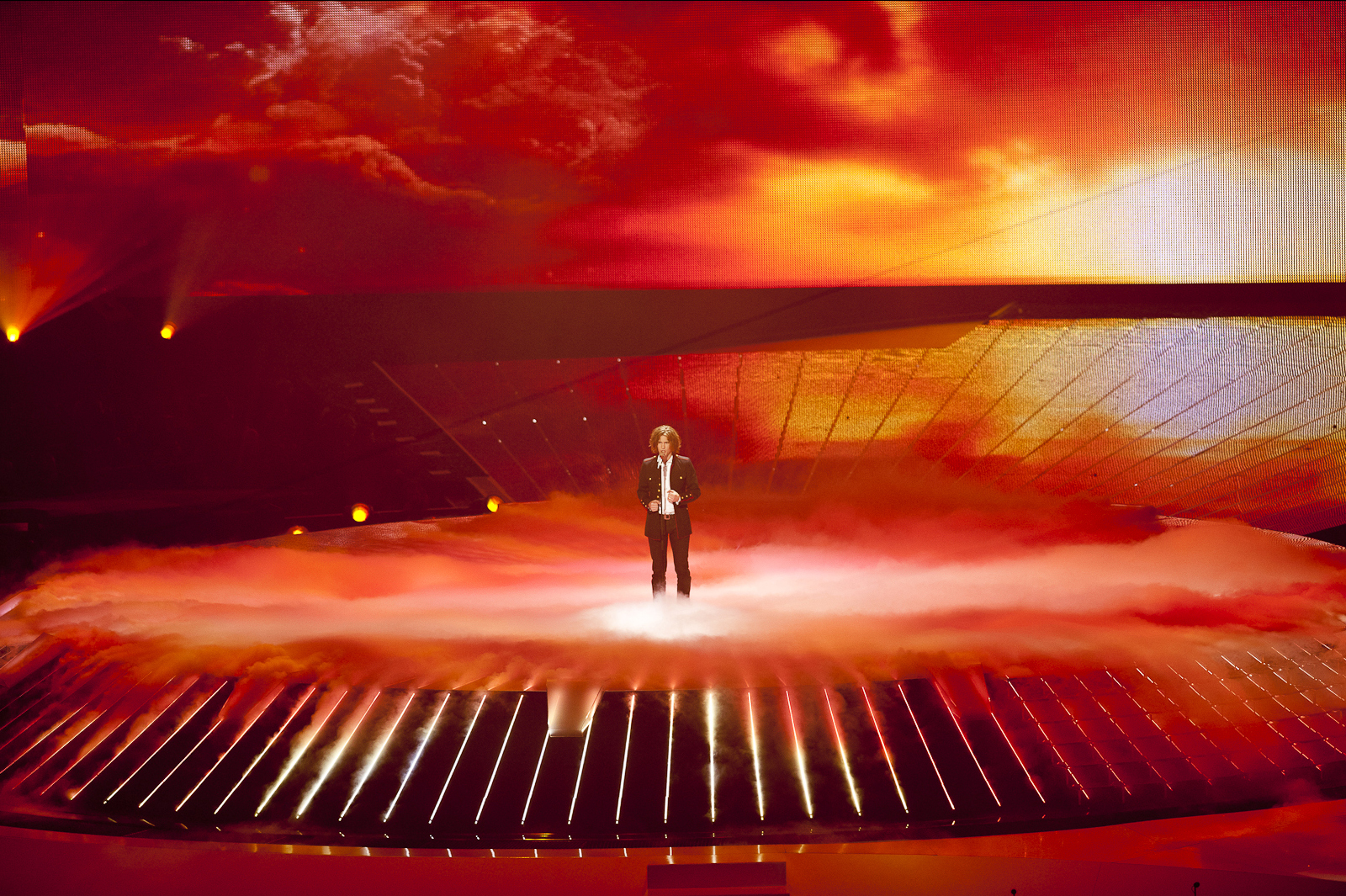
Amaury Vassili Düsseldorfban (2011)
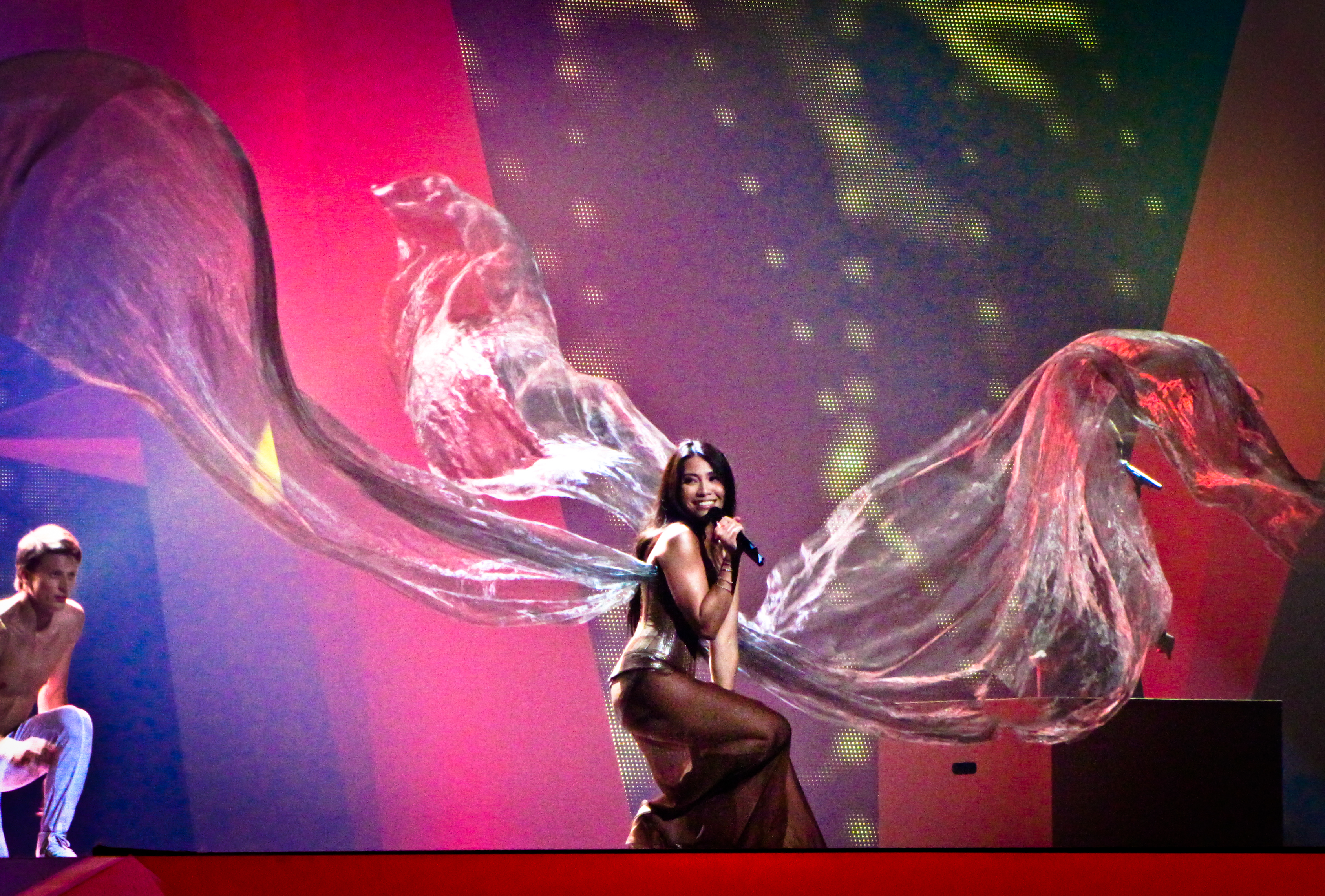
Anggun Bakuban (2012)
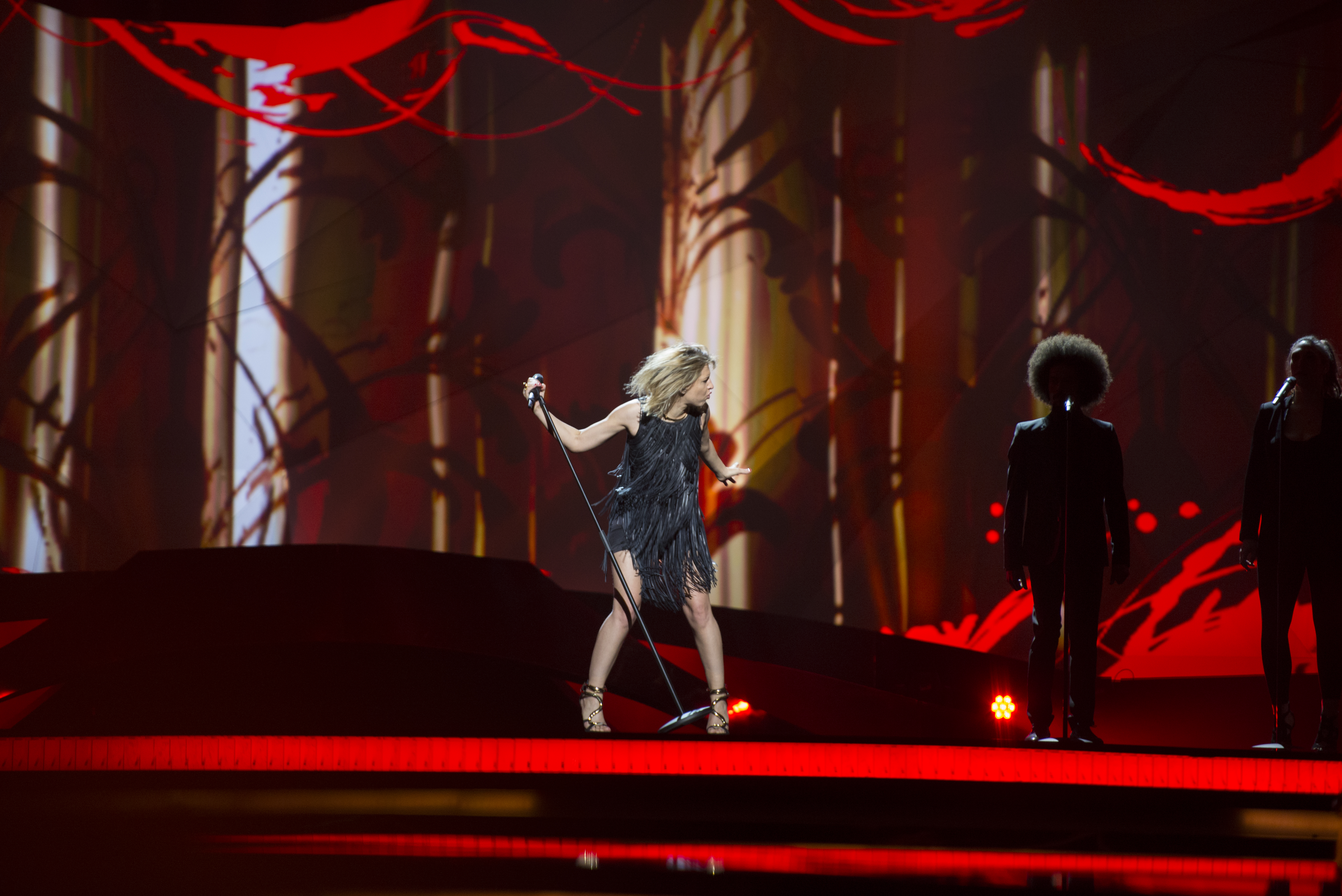
Amandine Bourgeois Malmőben (2013)
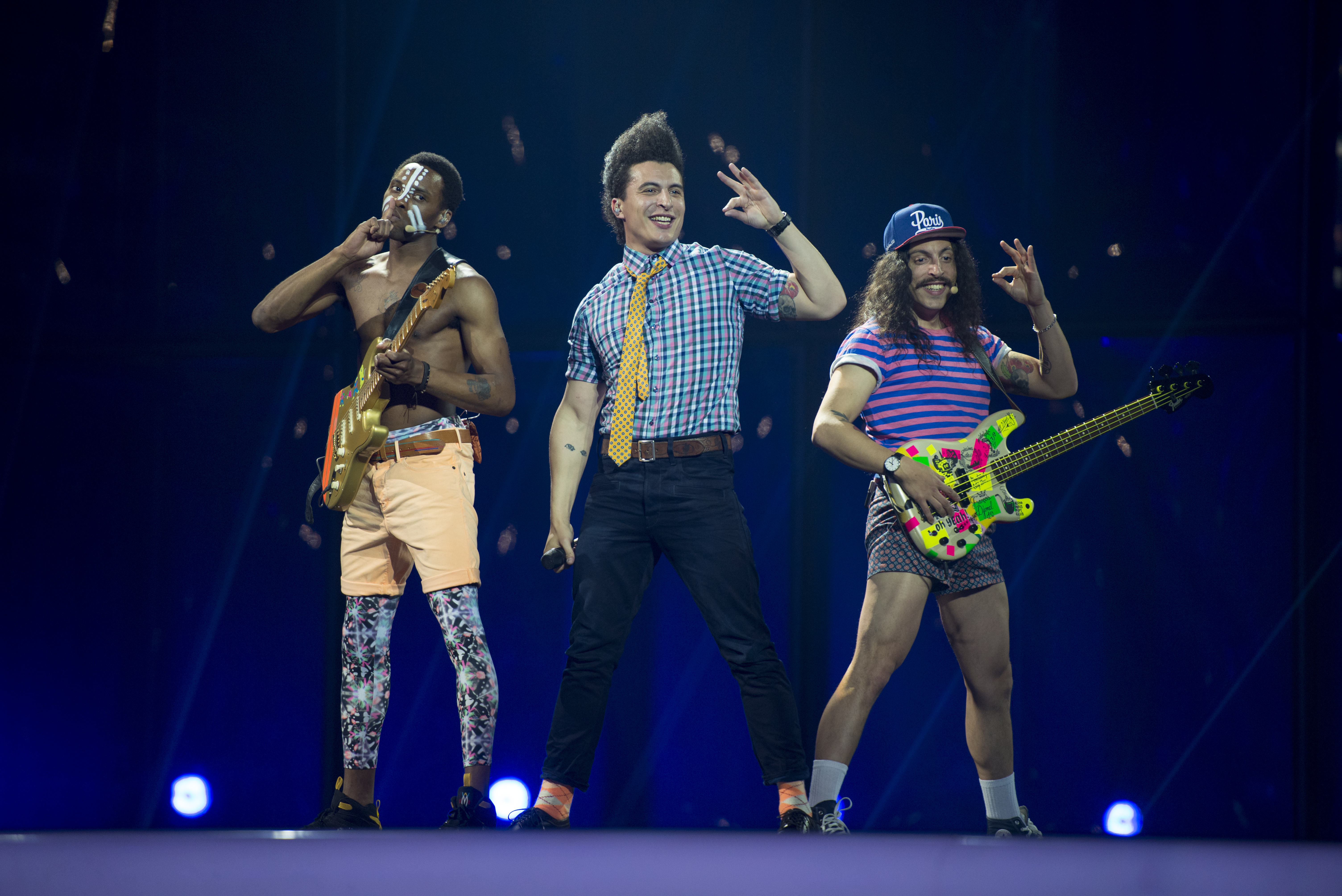
A Twin Twin Koppenhágában (2014)
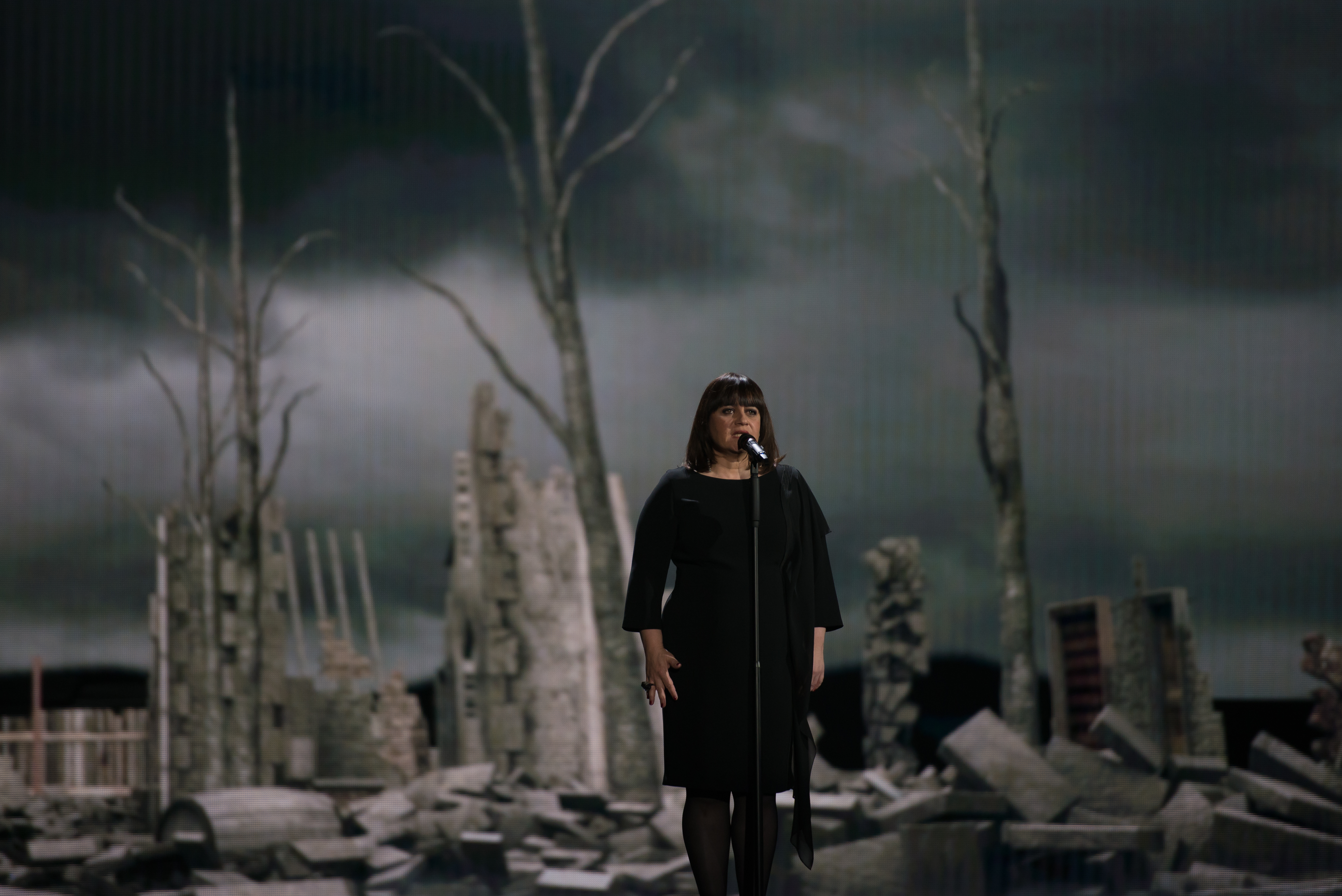
Lisa Angell Bécsben (2015)
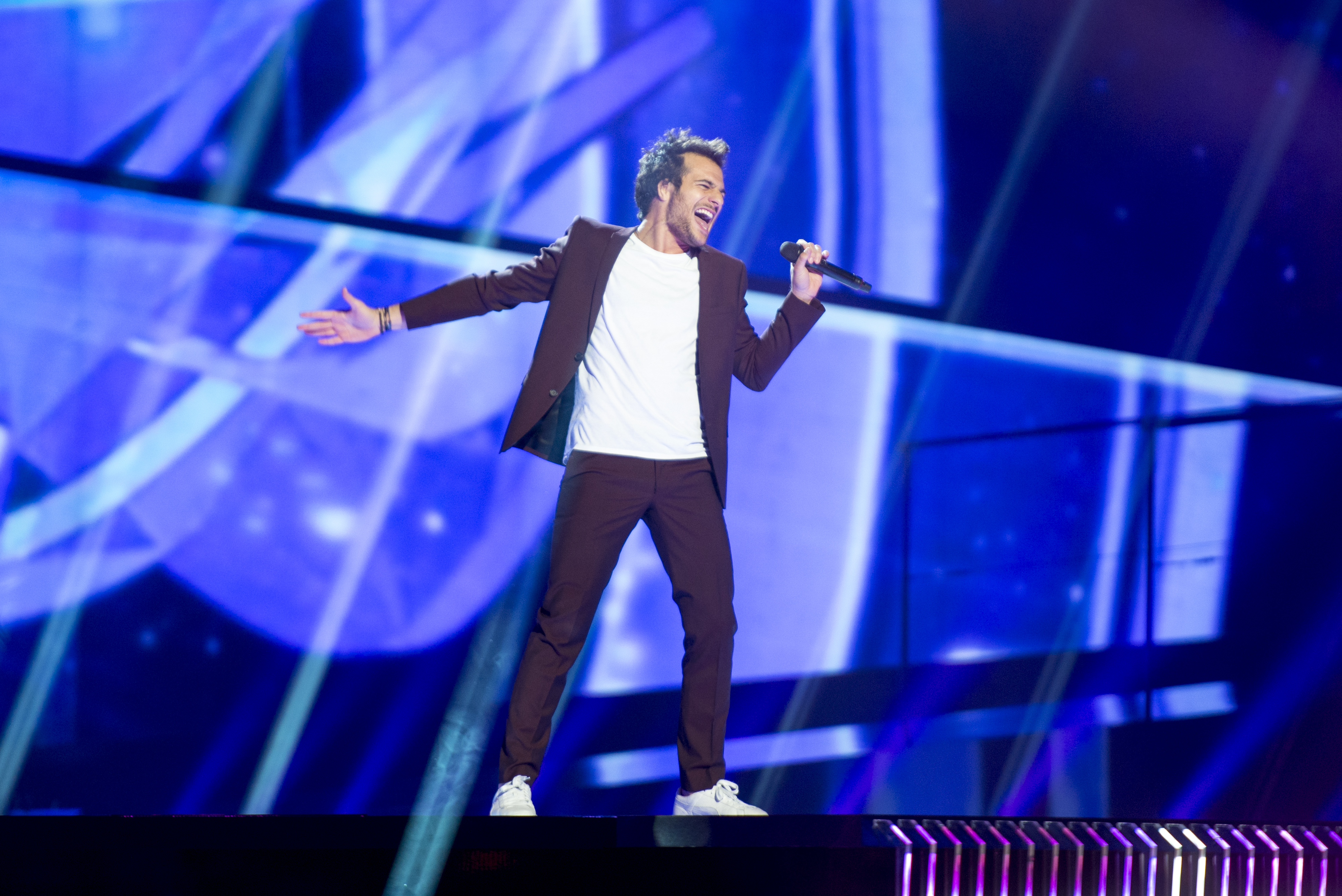
Amir Stockholmban (2016)
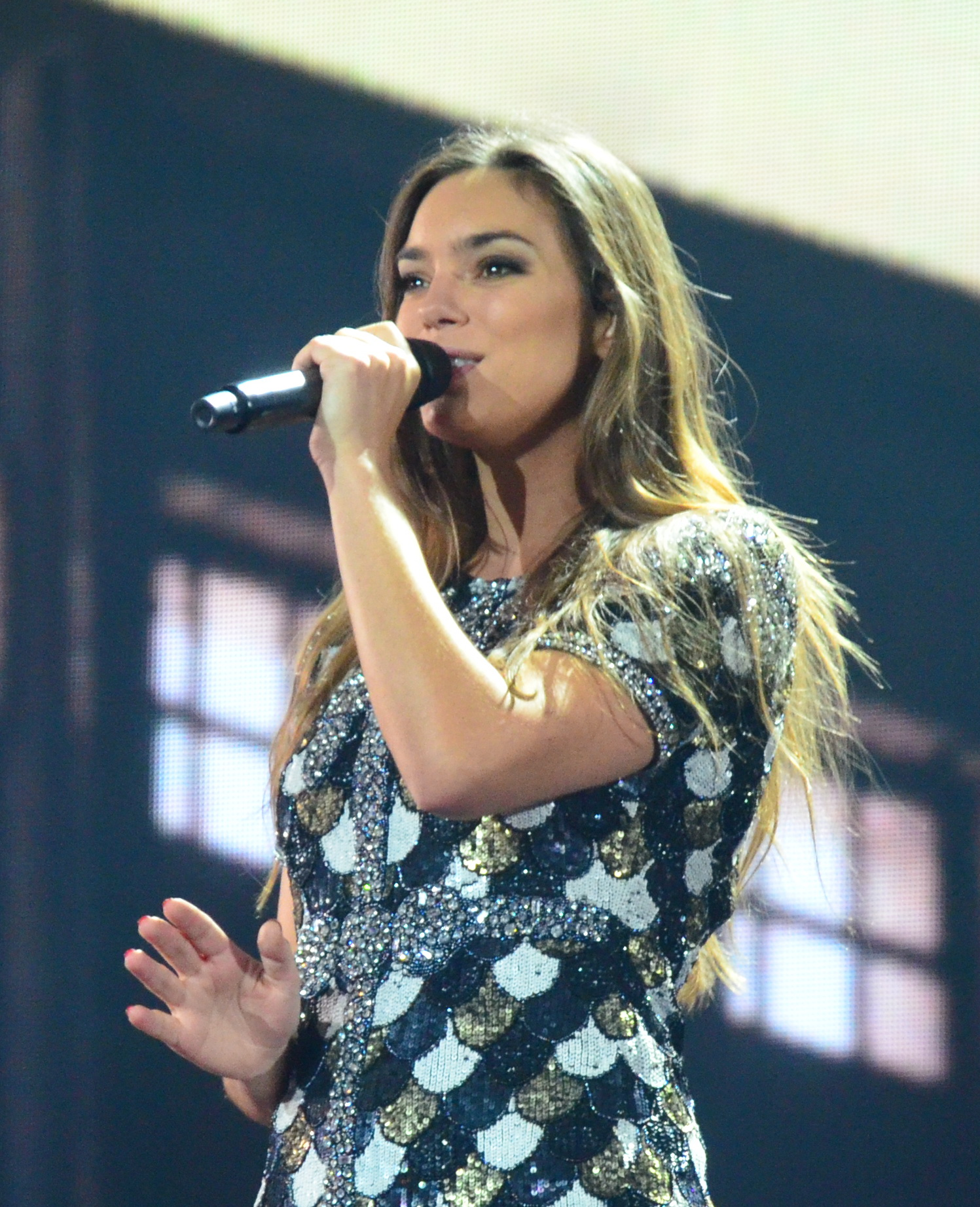
Alma Kijevben (2017)
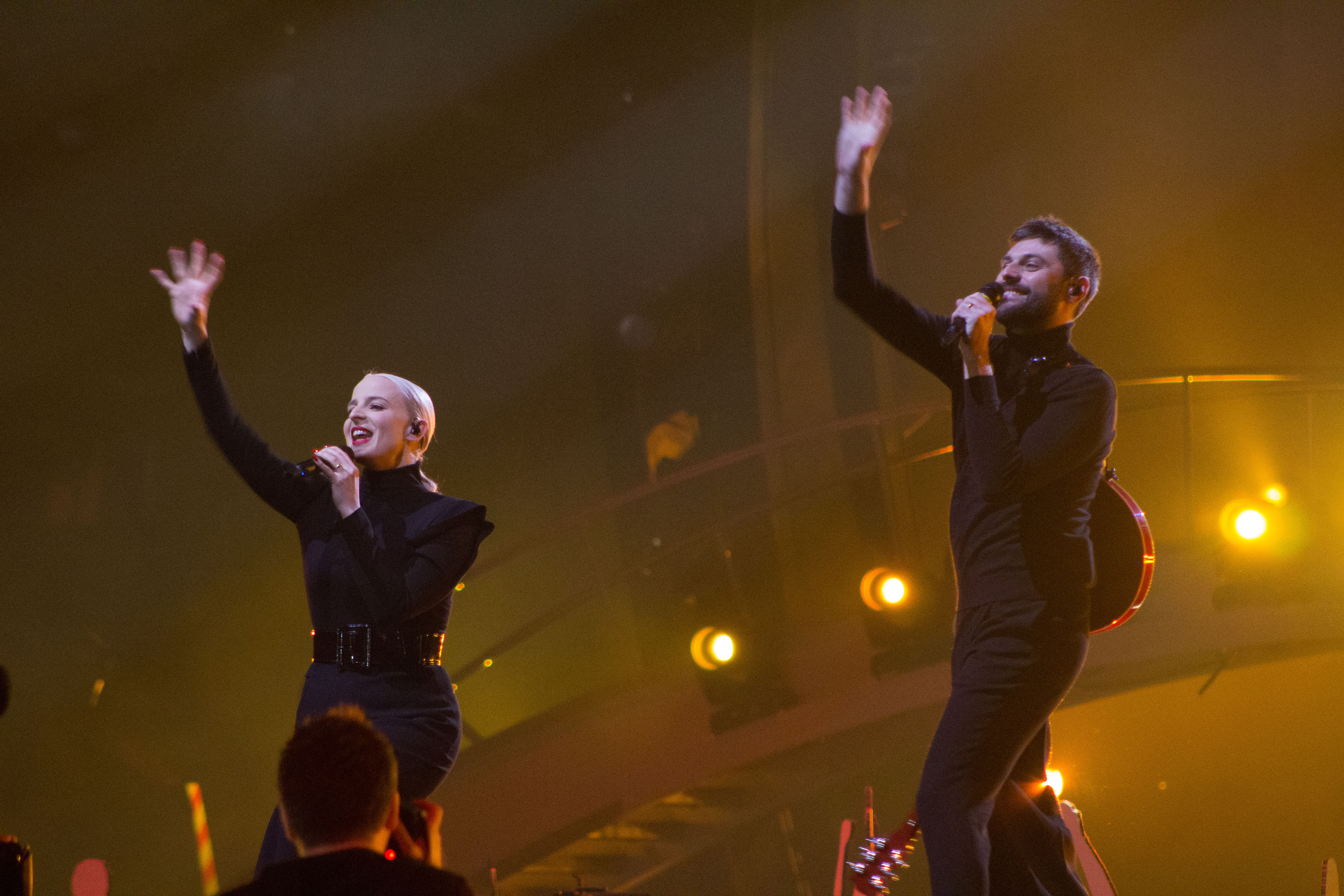
A Madame Monsieur Lisszabonban (2018)
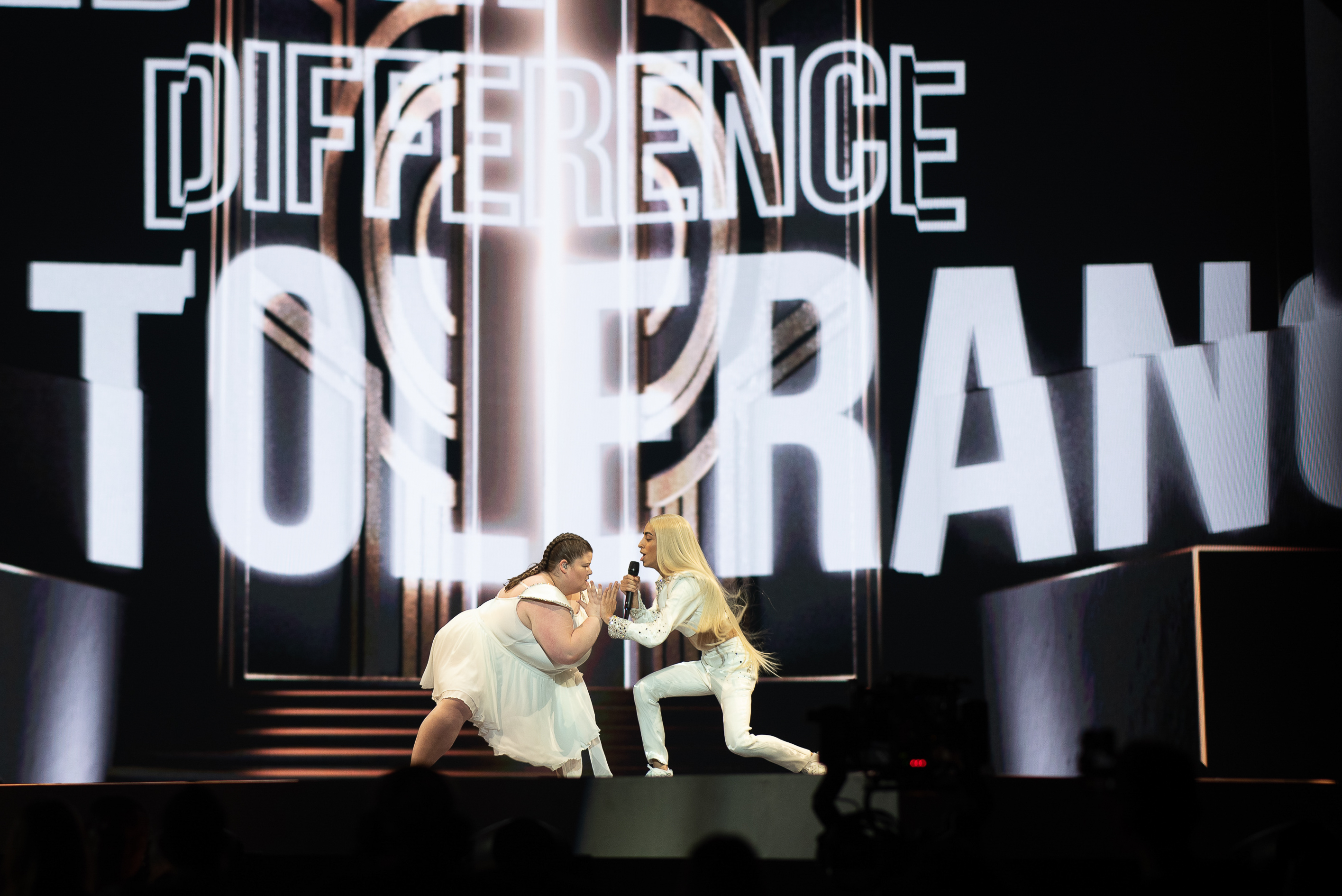
Bilal Hassani Tel-Avivban (2019)
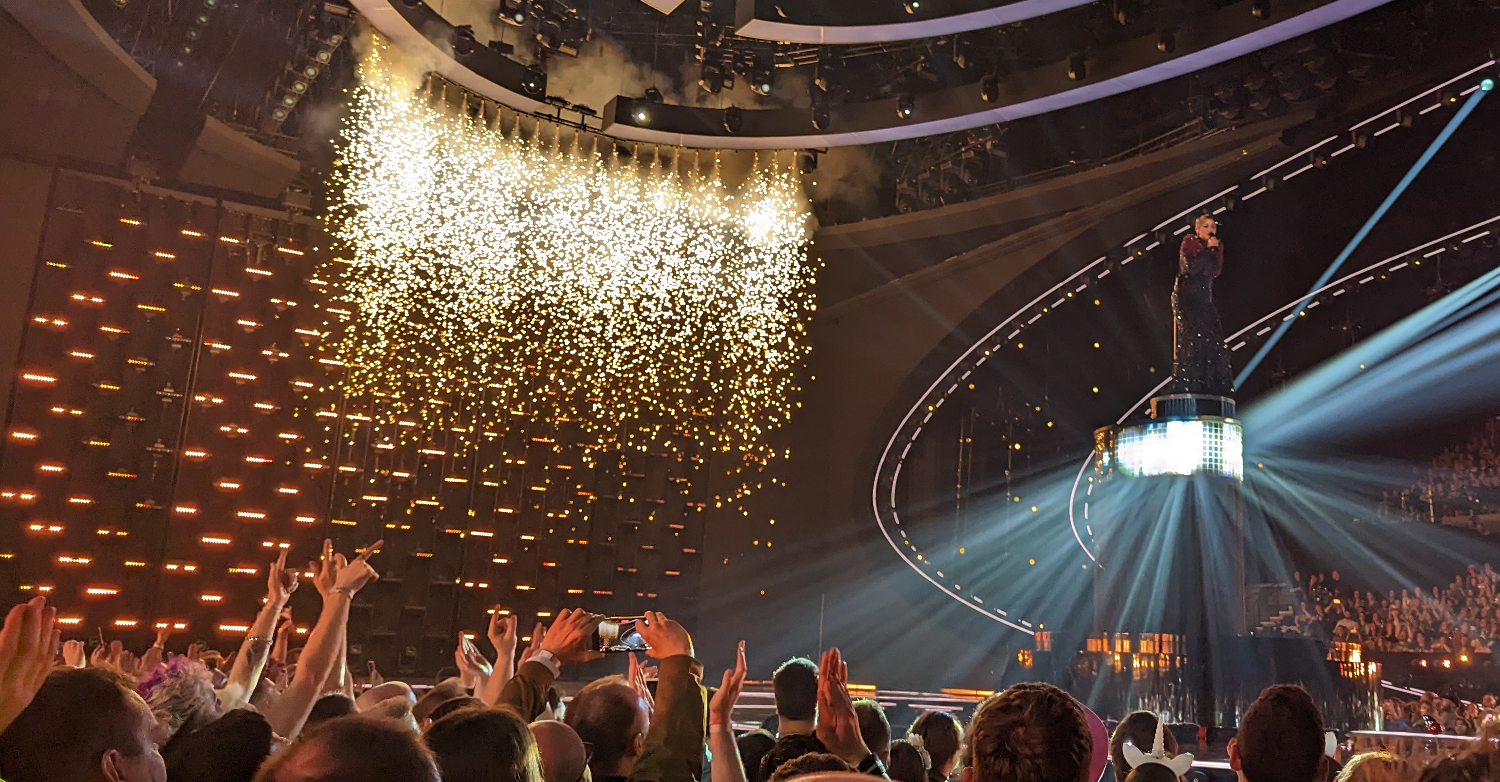
La Zarra Liverpoolban (2023)
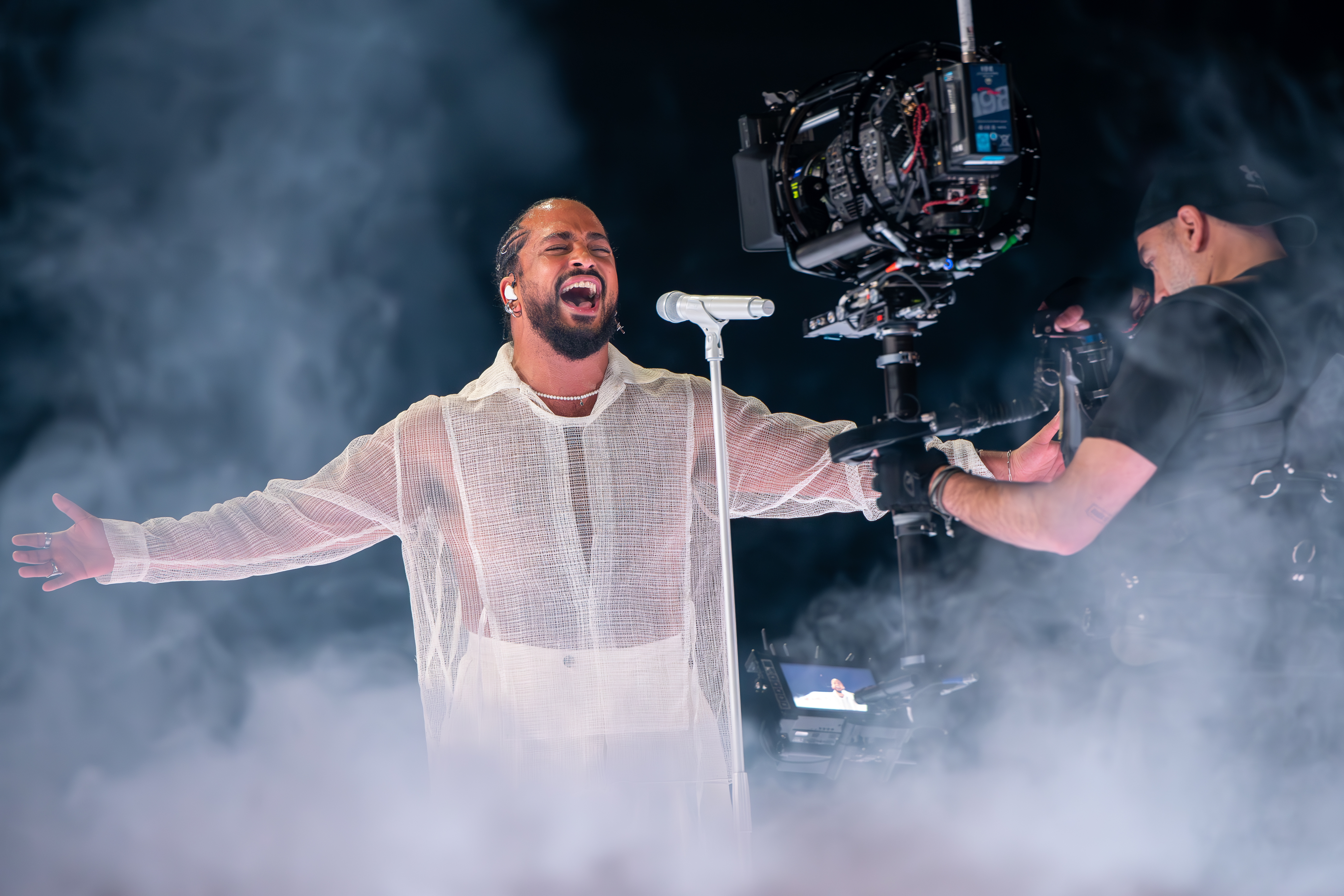
Slimane Malmőben (2024)
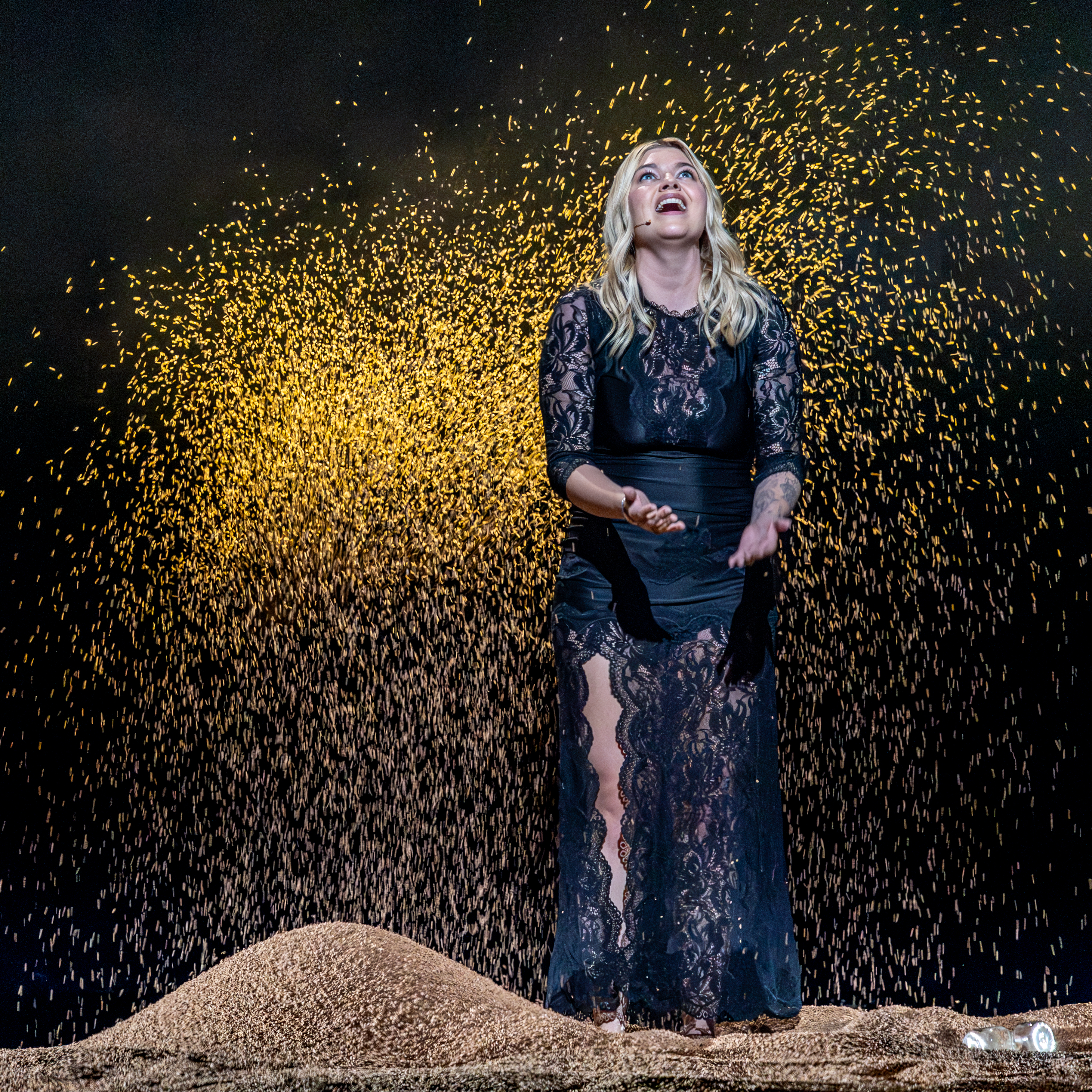
Louane Bázelben (2025)

## Lásd még
- Franciaország a Junior Eurovíziós Dalfesztiválokon

- A France Télévisions eurovíziós honlapja
- Franciaország profilja a eurovision.tv-n